# Fårö
Fårö (gotlandzki Fåre)– niewielka wyspa na północ od Gotlandii przy południowo-wschodnim wybrzeżu Szwecji, druga pod względem powierzchni w prowincji Gotlandia. Populacja wynosi 505 osób (2021). Użytkowana głównie dla celów rolniczych.

## Przegląd
Wyspa jest oddzielona od Gotlandii cieśniną Fårö, istnieje jednak stałe połączenie promowe, zarządzane przez szwedzką administrację dróg publicznych. Powierzchnia wyspy wynosi 111,35 km², z czego 9,7 zajmują wody, bagna i przybrzeżne skały.
Na wyspie mieszkał i zmarł szwedzki reżyser filmowy Ingmar Bergman, plenery wyspy zostały przez niego wykorzystane w filmach Jak w zwierciadle, Persona oraz w „trylogii Fårö” Godzina wilka, Namiętności i Hańba. Na wyspie co roku na przełomie czerwca i lipca odbywa się festiwal poświęcony Bergmanowi – Bergmanveckan (motyw ten występuje w powieści Podwójna cisza autorstwa Mari Jungstedt).

## Części Fårö

### Fårö Fyr(Latarnia morska)
Położona jest na północno-wschodnim cyplu wyspy. Ma 30 m wysokości, została zbudowana w latach 1846-47.

### Langhammar
Półwysep Langhammar leży w północno-zachodniej części wyspy. Stanowi rezerwat przyrody, którego atrakcjami są skaliste plaże i wystające z morza na wiele metrów formy skalne, wyrzeźbione przez naturę.

### Digerhuvud
Rezerwat przyrody Digerhuvud obejmuje swym zasięgiem również wioskę rybacką Helgumannen.

### Sudersand
Długa, piaszczysta plaża Sudersand w północno-wschodniej części Fårö, w pobliskiej miejscowości Semesterby prowadzony jest wynajem sprzętu plażowego.